# Mario Vicini
Mario Vicini, detto Gaibéra (Martorano di Cesena, 21 febbraio 1913 – Cesena, 6 dicembre 1995), è stato un ciclista su strada italiano, professionista tra il 1936 e il 1953 e vincitore del titolo nazionale 1939 e di tre tappe al Giro d'Italia.

## Carriera
Professionista dal 1936, durante la carriera corse per la Gloria, la Ganna, la Lygie, la Bianchi e la Viscontea.
Fu campione italiano su strada nel 1939, conquistando la classifica a punti dopo le tre prove in calendario. Partecipò nove volte al Giro d'Italia vincendo tre tappe: Sanremo nel 1938 indossando anche la maglia rosa per un giorno, Trieste e Pieve di Cadore nel 1940. Al Giro si classificò terzo nel 1939, quarto nel 1940 e settimo nel 1947.
Al Tour de France fu secondo nel 1937 dietro Roger Lapébie, e sesto nel 1938. Vinse il Giro di Toscana 1938 e il Giro del Lazio 1939; fu anche settimo al Giro di Lombardia 1938 e quinto alla Milano-Sanremo 1939.
Concluse la carriera agonistica ormai quarantenne, nel 1953.

## Palmarès
- 1935 (dilettanti)

1ª prova Nazionale di Ferragosto (Bologna > Riccione)
Circuito delle Caminate
Coppa Gloria - Giro delle Due Provincie Romagnole
- 1936 (Gloria, una vittoria)

1ª tappa, 1ª semitappa Giro delle Quattro Provincie del Lazio (Roma > Tagliacozzo)
- 1938 (Lygie, due vittorie)

Giro di Toscana
2ª tappa Giro d'Italia (Torino > Sanremo)
- 1939 (Lygie, due vittorie)

Giro del Lazio
Campionati italiani, Classifica a punti
- 1940 (Bianchi, tre vittorie)

Coppa Marin
15ª tappa Giro d'Italia (Abbazia > Trieste)
16ª tappa Giro d'Italia (Trieste > Pieve di Cadore)

## Piazzamenti

### Grandi Giri
- Giro d'Italia

1937: ritirato
1938: ritirato
1939: 3º
1940: 4º
1946: ritirato
1947: 7º
1949: ritirato
1950: 18º
- Tour de France

1937: 2º
1938: 6º

### Classiche monumento
- Milano-Sanremo

1936: 47º
1937: 27º
1939: 5º
1940: 34º
1942: 16º
1943: 20º
1948: 10º
1952: 37º
- Giro di Lombardia

1938: 7º
1942: 35º

### Competizioni mondiali
- Campionati del mondo

Valkenburg 1938 - In linea Professionisti: ritirato